# 河合樂器製作所
河合樂器製作所，（日語：株式會社河合楽器製作所）是1927年於日本成立的樂器製造公司。

## 历史
河合小市从1897年到1927年间为雅马哈工作，然后离开自立门户，他的第一架钢琴是一台有64鍵的立式钢琴，售价仅350日元。一年以后，他制作了第一架大钢琴。在公司初创期，他面临着巨大的困难，因为他既缺少合格的手工工人，又面临优质材料的短缺，同时经销商网络也很不发达。在20世纪30年代，公司产量从一年250架钢琴增至1000架，但工厂在二战期间，被夷为平地，前景暗淡。
1949年，工厂得以重建，同时开始生产立式钢琴和大钢琴。至1953年，钢琴产量增至一年1500架，公司雇员为500人。
河合小市于1955年去世，他去世后，由其儿子河合滋接管了公司。他将工厂用现代化的生产技术重新装备起来，以增加产量。同时采取了积极的销售手段，如与家长们接触，鼓吹音乐教育的好处，特别是钢琴的好处。他还建立了全国范围的网络，如开办音乐学校和学院，培训老师等。随着这些手段的成功，他还将公司的规模从1家工厂扩展到14家，包括1989年在美国开设的一家。到了1960年，河合乐器还雇用了近2000名挨家挨户送货上门的销售员，在河合音乐学校有3,000,000多人。1963年，河合美国集团形成，在美国境内销售钢琴和电子琴；接着成立了河合欧洲、河合加拿大、河合澳大利亚和河合亚洲集团。
1980年，河合建成了300,000平方英尺（27,908平方米）的厂房，每天可以生产60架大钢琴。1989年，公司的领导权传给了河合滋的儿子河合弘隆。河合滋投资了数百万美元，引进了机械化技术。
为了给机械连动装置部分寻求更强劲、更稳定的材料，河合首开先河，使用了ABS树脂来制造机械连动装置。

## 圖庫

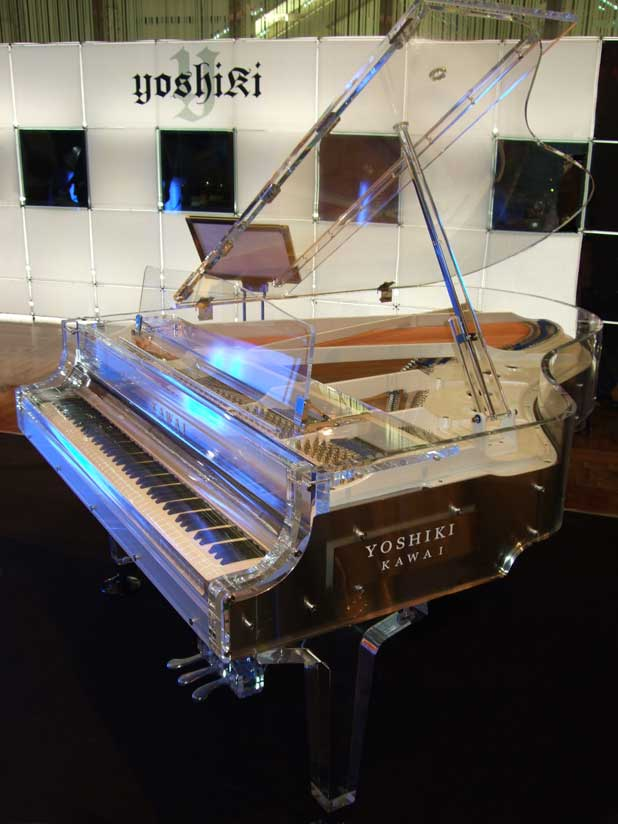
CR-40A
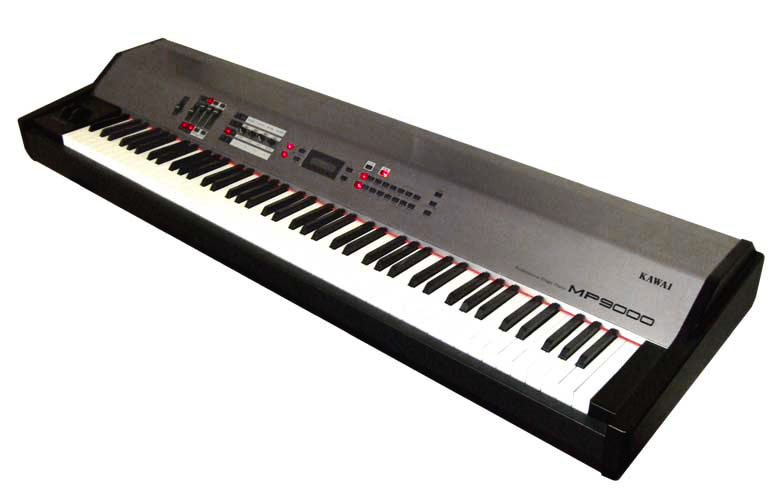
MP9000
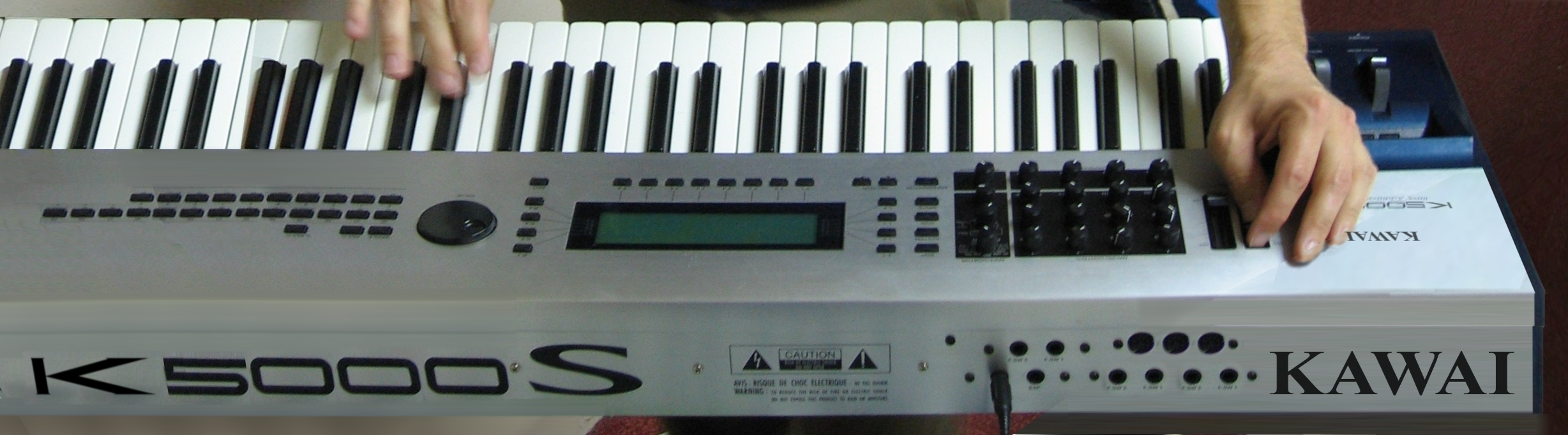
K5000S
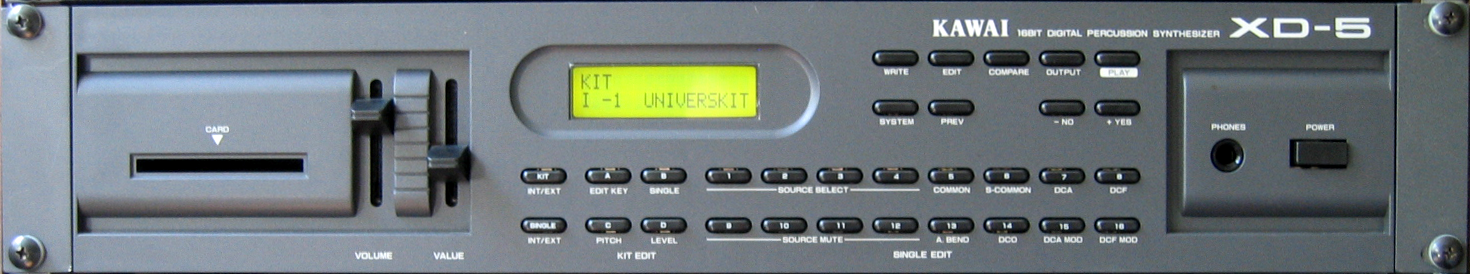
XD-5

## 外部連結
- 官方网站 （英文）
- 官方网站 （日語）